# Xanthopan morganii
La sfinge di Morgan (Xanthopan morganii (Walker, 1856)) è un lepidottero appartenente alla famiglia Sphingidae, diffuso in Africa; rappresenta l'unica specie del genere Xanthopan Rotschild & Jordan, 1903.
È conosciuta per essere l'insetto impollinatore dell'orchidea Angraecum sesquipedale, nota comunemente come orchidea di Darwin.

## Storia
In margine alle sue osservazioni sul fiore di Angraecum sesquipedale Charles Darwin nel 1862 scriveva:

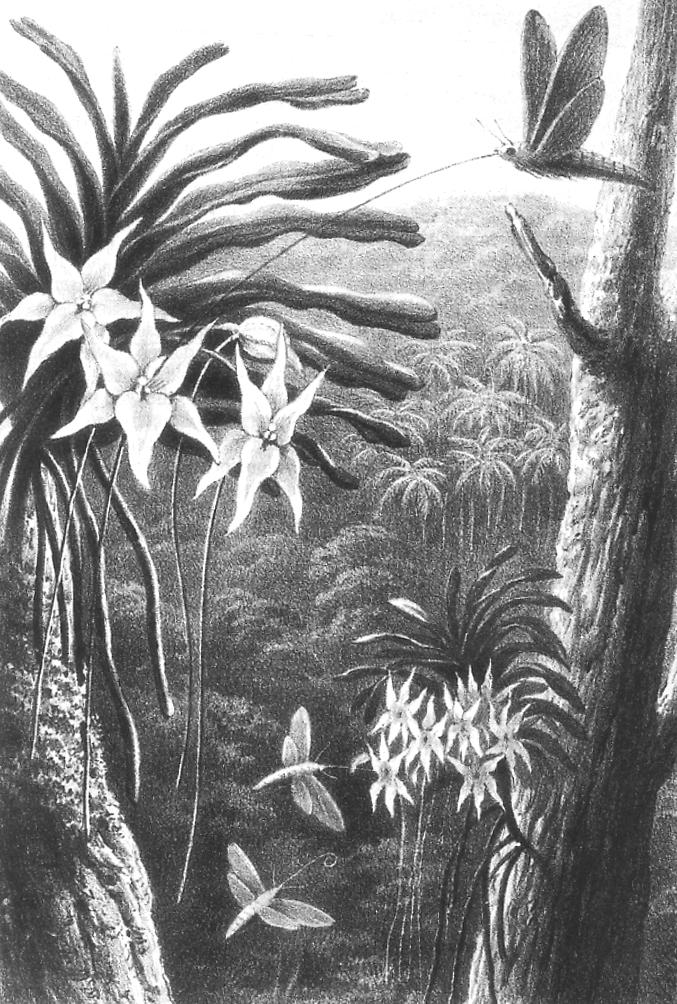
Illustrazione di Alfred Russel Wallace (1871)

L'ipotesi di Darwin, che sulle prime fu accolta con sufficienza dagli entomologi, ricevette conferma nel 1873 in seguito alla scoperta in Brasile di alcune specie di sfingidi con spirotromba di dimensioni compatibili. Nel 1871 Alfred Russel Wallace arrivò a proporre che l'insetto impollinatore di A. sesquipedale potesse essere per l'appunto Xanthopan morganii, ma solo nel 1903 gli entomologi Lionel Walter Rothschild (1868-1937) e Karl Jordan (1861-1959) individuarono con certezza il lepidottero sfingide come impollinatore dell'orchidea, descrivendolo come Xanthopan morganii praedicta, dove l'epiteto praedicta costituiva un riconoscimento alla "predizione" di Darwin. Successivamente la validità della sottospecie malgascia è stata messa in discussione, in quanto assimilabile alla specie continentale.

## Descrizione

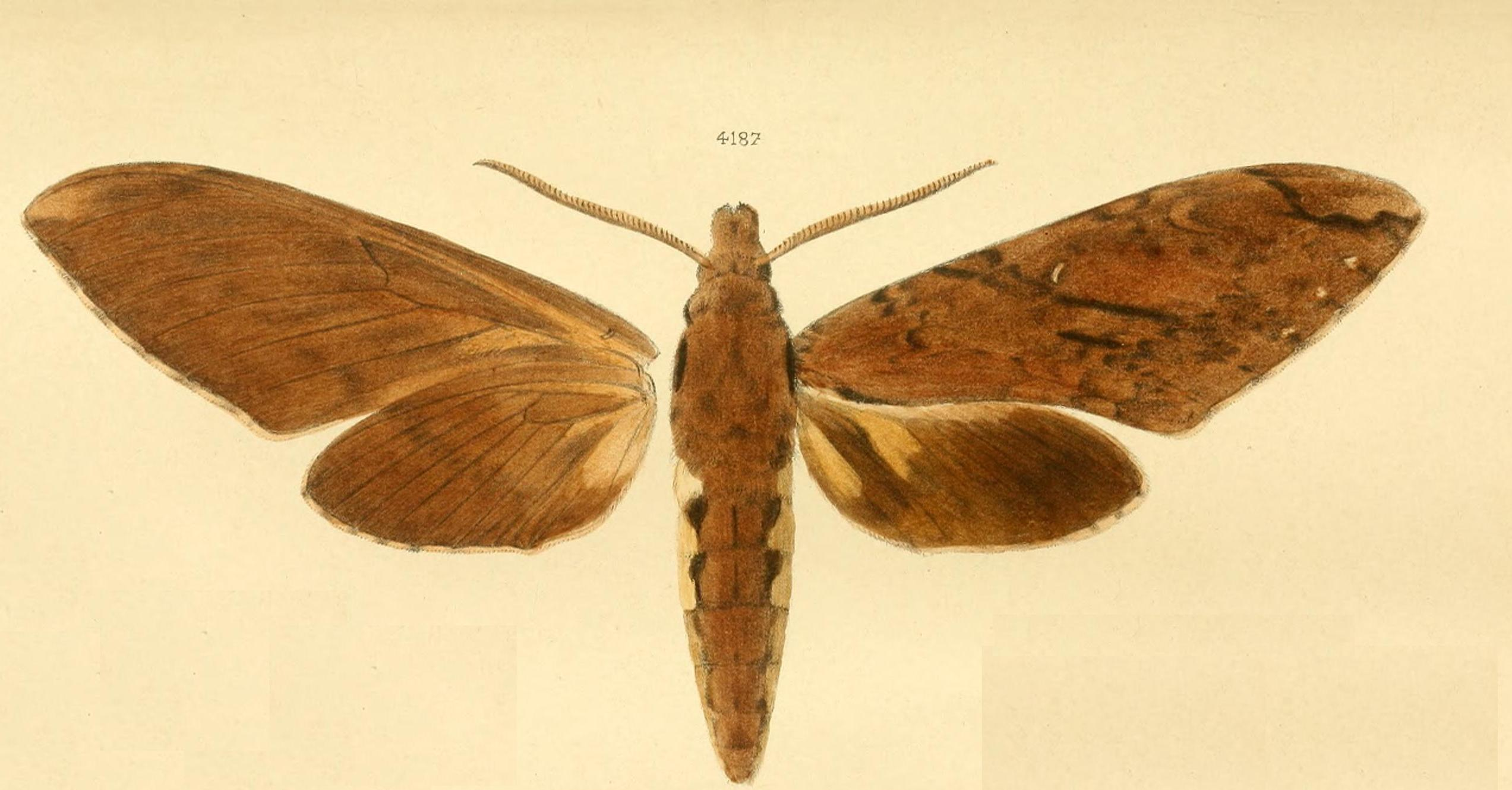

La specie ha un'apertura alare di 15 cm ed una spirotromba che interamente distesa raggiunge i 30 cm.

## Distribuzione e habitat
È presente in diversi paesi dell'Africa meridionale, incluso il Madagascar.